# Shingo Suzuki
Shingo Suzuki (født 20. marts 1978) er en tidligere japansk fodboldspiller.
Han har spillet for flere forskellige klubber i sin karriere, herunder Albirex Niigata, Kyoto Sanga FC og Oita Trinita.